# Camponotus cuneiscapus
Camponotus cuneiscapus är en myrart som beskrevs av Auguste-Henri Forel 1910. Camponotus cuneiscapus ingår i släktet hästmyror, och familjen myror. Inga underarter finns listade.